# Jeck

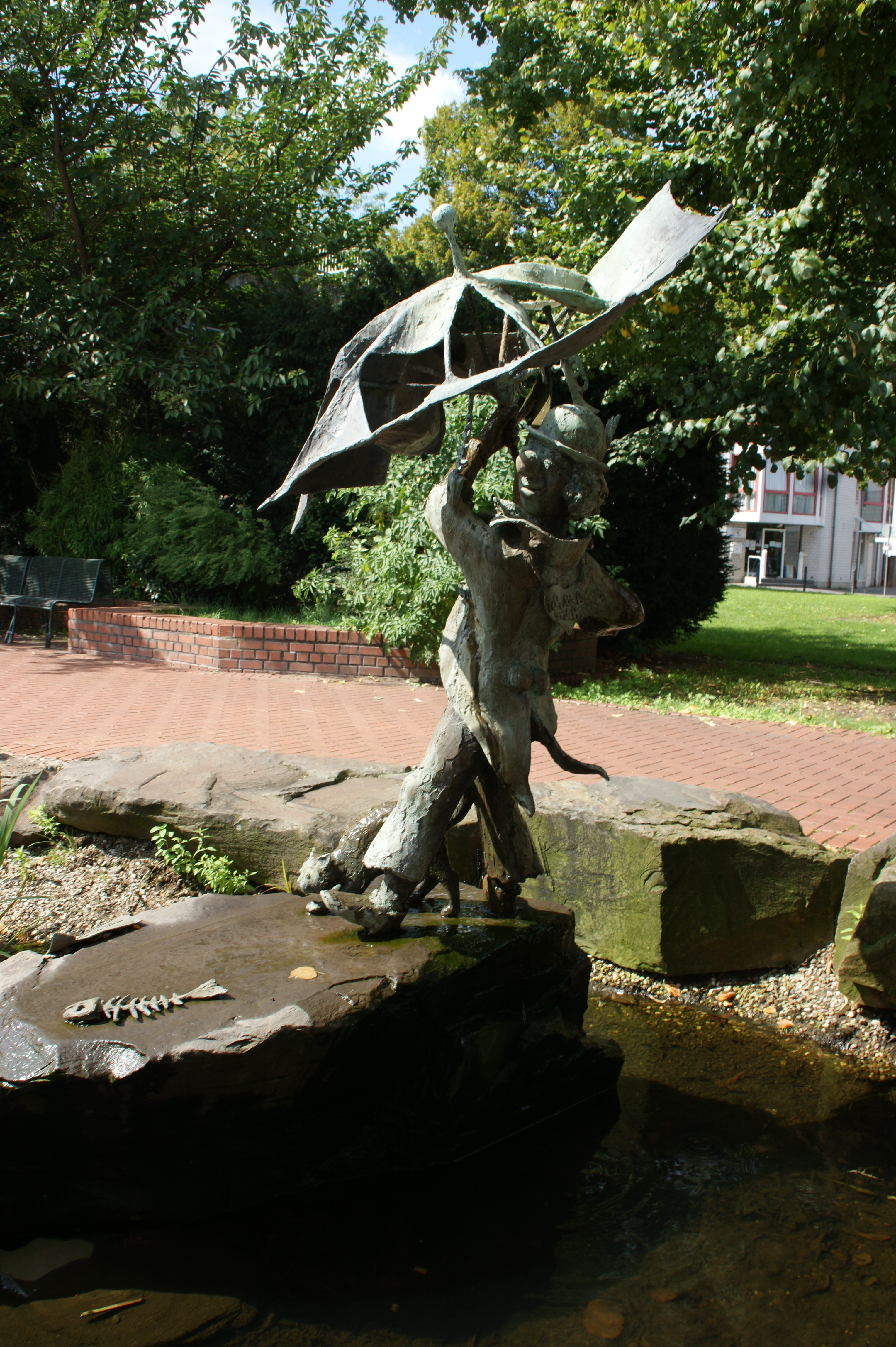
Der Jeck im Rän am Stadtsaal Frechen, gestaltet von Olaf Höhnen

Das Wort Jeck (von mittelniederdeutsch geck, vgl. auch englisch geek) ist ein im Rheinland verwendeter Ausdruck für Narr. Er kann sowohl Substantiv als auch Adjektiv sein.

## Verwendung
Mit Jeck werden primär Personen bezeichnet, die aktiv am Karneval teilnehmen. Jeder, der Karneval feiert, ist ein Jeck; tut er dies in einem Korps oder einer Karnevalsgesellschaft, tritt er als Musiker, Redner oder Tänzer auf, gehört er also zum organisierten Karneval, dann ist er hingegen ein Karnevalist.
Zur Abgrenzung wird gegenüber Fremden oft das Wortgebilde Karnevalsjeck verwendet, denn jeck sein beschränkt sich in der kölschen Lebensart nicht nur auf die fünfte Jahreszeit, es gilt vielmehr als grundsätzliche Lebenseinstellung und als Kennzeichen für den lokaltypischen Humor. Der Jeck nimmt die Dinge und auch sich selbst nicht bierernst und ist immer bereit, die Welt ein wenig auf den Kopf zu stellen, um die Ecke zu denken. Das macht ihn liebenswert, und insofern ist die Bezeichnung Jeck als Kompliment zu verstehen.
Ein Jeck kann aber auch eine Person sein, der geistige Verwirrung oder geistiges Unvermögen unterstellt wird. Hierbei ist zu beachten, dass es sich bei einer jecken Person im Allgemeinen um eine harmlose Variante des Verrückten handelt. Diese Bezeichnung kann je nach Kontext von liebevoll über tadelnd bis zu beleidigend benutzt werden. Die Rheinischen Kliniken Düren werden, weil ursprünglich auf einer Anhöhe gelegen, im Volksmund Jeckeberg oder auch Jeckes genannt. Der Jeck im Rän (Verrückter im Regen) ist beispielsweise eine geistig verwirrte Person, die im Regen herumläuft und dabei nass wird. Die Steigerung dieser Person ist wiederum der Bedröüfte (wörtlich „Betraufter“ von Regentraufe/Regenrinne), ein Verrückter, der unter dem Ausguss des Regenrohres steht und besonders nass geworden ist. Das Substantiv kann auch im Sinne von Fan benutzt werden (Fußballjeck).
Der Ausdruck halve Jeck meint nicht einen Teilverwirrten, sondern ist als Beleidigung gedacht. Der Person wird unterstellt, nur geistige Kapazität für eine halbe geistig verwirrte Person zu haben.

## Geflügelte Worte
„Jede Jeck ist anders.“ – „Jet jeck simmer all.“ (Etwas jeck sind wir alle) – „Jeck, loss Jeck elans.“ (Jeck, lass den anderen Jeck vorbei, im Sinne von: Leben und leben lassen), allesamt rheinische Bekenntnisse zu Toleranz und Nachsicht dem anderen gegenüber, im Wissen um die eigene Unvollkommenheit.